# Zhang Shaoling
Zhang Shaoling (ur. 4 listopada 1984) – sztangistka reprezentująca Makau, brązowa medalistka mistrzostw świata.
Startuje w kategorii do 69 kg. Jej największym sukcesem jest brązowy medal mistrzostw świata w Koyang (2009).

## Osiągnięcia
| Rok  | Zawody             | Miasto | Miejsce | Wynik  |
| ---- | ------------------ | ------ | ------- | ------ |
| 2009 | Mistrzostwa świata | Koyang | 3       | 248 kg |